# Ville costiere di Procoio
Le Ville costiere di Procoio sono resti di ville romane marittime, oggi un sito archeologico all'interno del parco archeologico di Ostia antica, che si trova a poca distanza dal moderno centro abitato di Ostia Antica, frazione di Roma Capitale.

## Descrizione
Nel sito archeologico si trovano i resti di ville marittime romane, costruite tra il I e il III secolo d.C., all'epoca del grande sviluppo urbanistico dell'abitato dell'antica colonia romana di Ostia.
Il sito si trova all'interno della tenuta agricola di Procoio, termine pastorale che indica un recinto per la dimora di animali soprattutto ovini, di proprietà della famiglia degli Aldobrandini sin dal XVI secolo.
L'area archeologica scoperta nel 1997, conserva i resti di un'estesa villa marina, di cui restano tracce di successivi interventi edilizi nel corso del tempo testimoniati dalle diverse tecniche costruttive, il  frigidarium e il calidarium di un impianto termale, e i muraglioni di un edificio la cui funzione non è stata ancora identificata.